# Tanaecia evanescens
Tanaecia evanescens är en fjärilsart som beskrevs av Butler 1901. Tanaecia evanescens ingår i släktet Tanaecia och familjen praktfjärilar. Inga underarter finns listade i Catalogue of Life.